# Frank Paschek
Frank Paschek (n. 25 iunie 1956, Bad Doberan, Rostock District⁠(d), RDG) este un atlet ce a reprezentat Republica Democrată Germană, medaliat olimpic. A participat la o ediție a Jocurilor Olimpice (1980) în care a câștigat medalia de argint în proba de săritură în lungime.

## Palmares
| An   | Competiție        | Locație                    | Loc | Note   |
| ---- | ----------------- | -------------------------- | --- | ------ |
| 1979 | Universiada       | Ciudad de México, Mexic    | 4   | 7,98 m |
| 1980 | Jocurile Olimpice | Moscova, Uniunea Sovietică | 2   | 8,21 m |